# Mobiluncus
Mobiluncus es un género de bacterias gram-variables, anaeróbicas. Se trata de bacilos curvos flagelados. Sus especies se encuentran en la vagina, particularmente asociada con Gardnerella vaginalis en casos de vaginosis bacteriana.

## Especies
- Mobiluncus curtisii
- Mobiluncus holmesii
- Mobiluncus mulieris
- Mobiluncus porci